# Dzsábir ibn Hajján
Abu Múszá Dzsábir ibn Hajján, (latinul: Geber), (Túsz, 721 körül – Kúfa, 815) a mai Irán területéről származó arab tudós, polihisztor, alkímista.
Korábban neki tulajdonították a középkori alkímia és gyakorlati vegyészet egyik legmeghatározóbb könyvét, a Summa perfectionis magisterii-t, melyet Geber nevében írt a 13. századi Pszeudo-Geber.

## Életrajza
Tanulmányait Dzsafár as-Sadiq síita imámnál végezte (e rangban a hatodik). Gazdag természetfilozófiai és alkímiai munkássága maradt az utókorra. Élete folyamán Harún ar-Rasíd kalifa udvari alkimistája lett. Személyéhez körülbelül 2000 művet kapcsolnak, főként alkímiai és misztikus témában. A mai Spanyolország területén Geber néven vált ismertté, innen kerültek Európába művei, melyek nyomán létrejött a középkori európai alkímia. Vannak, akik nevéből eredeztetik a kémia szót is. Vizsgálta a görögök négy elemről (tűz, víz, föld, levegő) szóló tanításait és arra jutott, hogy ebből a négy elemből tevődik össze a higany és a kén és ez utóbbiak különböző tulajdonságú képviselői, keverékei alkotják a fémeket. Felismerte, hogy a higany és kén keveredéséből jön létre a vörös cinóber (higany-szulfid) és úgy gondolta, e két elem helyes arányú keveredéséből áll az arany is. A 14. századi Hispániában Geber szerzősége alatt négy latin nyelvű alkímiai munkát is ismertek, amelyeket csak 1678-ban nyomtattak ki először.